# إرني بوتز
إرني بوتز (11 سبتمبر 1917 – 28 سبتمبر 1995) هو مبارز بالسيف لوكسمبورغي راحل، مثّل بلاده في الألعاب الأولمبية الصيفية 1948.

## روابط خارجية
إرني بوتز على موقع أوليمبيديا (الإنجليزية)